# Wilhelm von Zastrow (General, 1752)

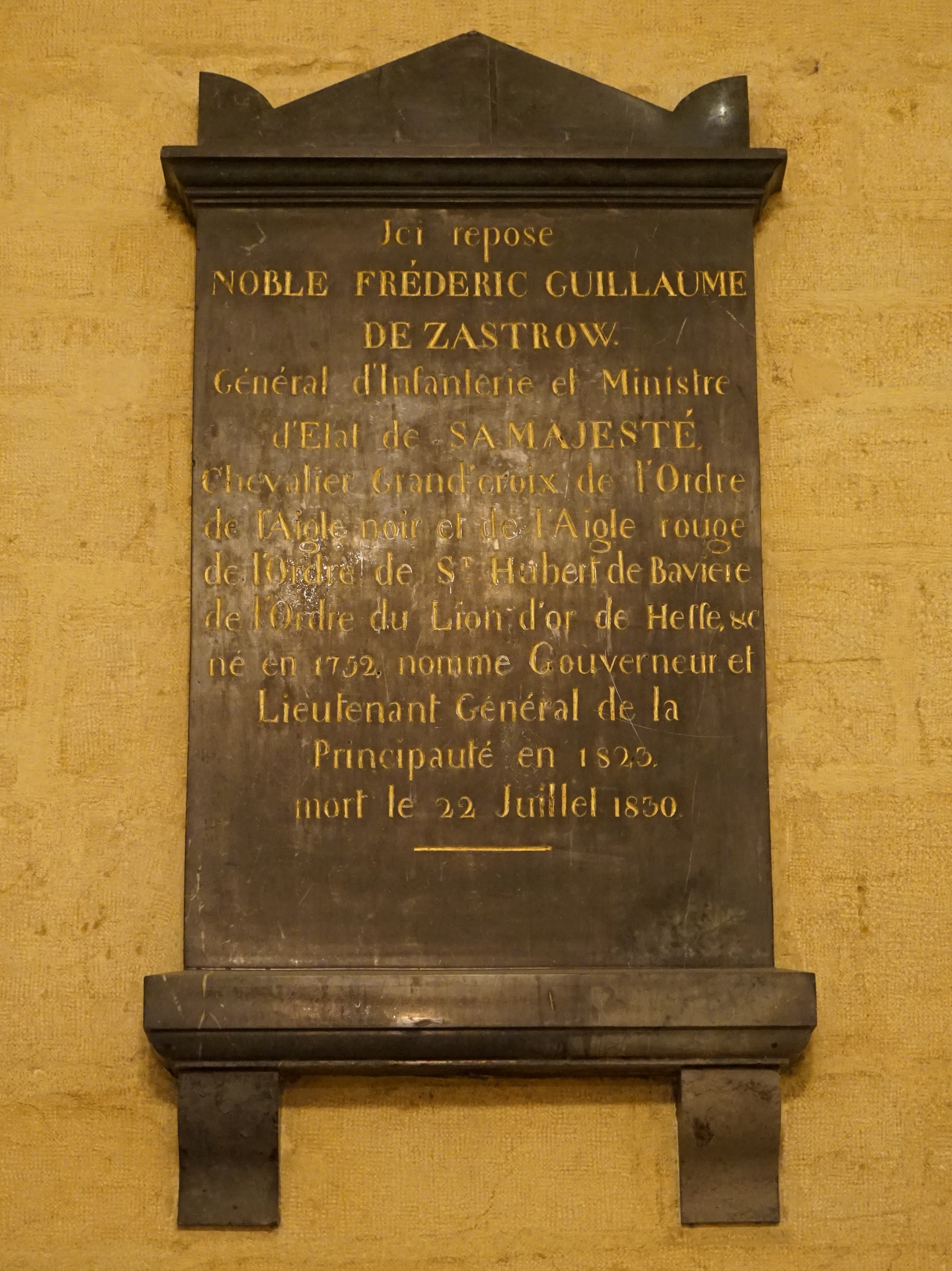
Epitaph in Neuenburg

Friedrich Wilhelm Christian von Zastrow (* 22. Dezember 1752 in Neuruppin; † 22. Juli 1830 auf Schloss Bied bei Colombier am Neuenburgersee) war preußischer General der Infanterie und Staatsminister des Auswärtigen Amtes.

## Leben

### Herkunft
Friedrich entstammte dem Adelsgeschlecht von Zastrow. Er war ein Sohn des preußischen Majors Christian von Zastrow (1714–1758) und dessen Ehefrau Christiane Auguste, geborene von Boden (1721–1776), Tochter des preußischen Finanzministers August Friedrich von Boden (1682–1762).
Sein Bruder war der General August Friedrich Wilhelm Franz von Zastrow. Seine Schwester Wilhelmine (1754–1815) war mit dem preußischen General Johann Adolph von Lützow (1748–1819) verheiratet. Der General Adolf von Lützow war sein Neffe.

### Militärkarriere
Nach dem Besuch der Ritterakademie in Brandenburg an der Havel trat Zastrow Anfang Mai 1766 als Estandartenjunker in das Leib-Carabiniers-Regiment der Preußischen Armee ein. Auf Wunsch des Königs erfolgte Ende September 1766 seine Versetzung in das Infanterieregiment „von Wylich und Lottum“, wo er bis Mitte März 1774 zum Sekondeleutnant avancierte. Im Januar 1778 überreichte Zastrow Friedrich II. einen Plan für das Vordringen eines österreichischen Heeres aus Böhmen durch Sachsen gegen Spandau. Der König war davon so begeistert, dass er ihm daraufhin den Orden Pour le mérite verlieh. Im April 1778 wurde Zastrow zweiter Adjutant bei der Berliner Inspektion von der Infanterie unter General von Ramin. In dieser Stellung nahm er am Bayerischen Erbfolgekrieg teil und trat Anfang April 1785 als Inspektionsadjutant zu General von Brünneck über. Nach seiner Ende September 1786 erfolgten Beförderung zum Kapitän von der Armee wurde Zastrow am 4. Dezember 1786 Inspektionsadjutant bei der Pommerschen Inspektion von der Infanterie. Daran schloss sich Weihnachten 1789 eine Verwendung als Major und Kompaniechef im Infanterieregiment „von Brünneck“ in Köslin an. Am 7. Oktober 1790 folgte seine Versetzung zum Infanterieregiment „von Owstien“
Friedrich Wilhelm II. ernannte Zastrow Ende Dezember 1792 zu seinem Flügeladjutanten in sein Hauptquartier in Frankfurt am Main. In dieser Stellung nahm er an der Belagerung von Mainz teil. Anschließend begleitete Zastrow den König nach Polen, wo er nach dem Sieg über den Kościuszko-Aufstand in Anerkennung seines Beitrags zum Oberstleutnant befördert wurde. Mitte Dezember 1794 wurde er Generaladjutant, stieg Anfang Januar 1796 zum Oberst und war ab Januar 1798 Chef des Jägerkorps zu Pferde sowie ab Ende November 1800 auch Chef des Infanterieregiments „von Crousaz“. Mit der Beförderung zum Generalmajor legte er im Mai 1801 die Geschäfte als Generaladjutant und Chef des Jägerkorps zu Pferde nieder.
Nachdem ihn der König im Mai 1805 mit dem Auftrag zur Sondierung einer Teilnahme Preußens an der Koalition gegen Frankreich nach Sankt Petersburg entsandt hatte, übernahm Zastrow anschließend wieder sein Regiment und wurde im April 1806 zusätzlich zum Generalinspekteur der Südpreußischen Inspektion von der Infanterie ernannt. Mit Beginn des Vierten Koalitionskriegs wurde er in das Hauptquartier des Königs berufen, nahm an dessen Stelle an der Schlacht bei Jena und Auerstedt teil. Anschließend wurde er gemeinsam mit Staatsminister Girolamo Lucchesini beauftragt, mit Napoleon über den Frieden zu unterhandeln. Im Dezember übernahm Zastrow die Stelle des zurückgetretenen Graf von Haugwitz im Ministerium der auswärtigen Angelegenheiten, 1807 wurde er zum Geheimen Staats- und Kabinettsminister sowie zum Chef des auswärtigen Departements ernannt. Selben Jahres erfolgte die Beförderung zum Generalleutnant bei gleichzeitiger Verleihung des Kommandos der Infanterie beim Korps des Generals von L’Estocq. Diese Verwendung lehnte Zastrow jedoch ab und er bat um Entlassung, die ihm am 1. Juni 1807 gewährt wurde.
Im Mai 1813 bat Zastrow um Wiederverwendung, wurde Chef aller in Schlesien zu errichtenden Landwehr und bereits einen Monat später Militärgouverneurs zwischen der Weichsel und der russischen Grenze. Am 8. Juni 1814 wurde er zu den Offizieren von der Armee versetzt. Mitte März 1815 erhielt er den Auftrag zur Besichtigung der Truppen des Kurfürsten von Hessens sowie der Herzöge von Nassau, Mecklenburg und Anhalt. Nach Beendigung dieser Aufgabe war Zastrow vom 29. März 1815 bis zum 19. April 1817 Gesandter in Kassel und anschließend außerordentlicher Gesandter und bevollmächtigter Minister in München. In dieser Eigenschaft erhielt er den Hubertusorden. Schließlich wurde Zastrow am 4. Mai 1823 Gouverneur der Fürstentümer Neuchatel und Valengin. König Friedrich Wilhelm III. würdigte ihn Ende September 1823 mit dem Schwarzen Adler und verlieh ihm am 30. März 1824 den Charakter als General der Infanterie. Bei der Krönung König Karls X. war er im Mai 1825 als außerordentlicher Gesandter in Paris zugegen.
Zastrow war auch Amtshauptmann zu Barten, Herr auf Baudach bei Krossen, Lagow im Landkreis Oststernberg, Deutsch Press im Kreis Kosten und Wielichowo im Landkreis Schmiegel. Er starb auf Schloss Bied bei Colombier am Neuenburgersee und wurde in der Schlosskirche in Neuchâtel beigesetzt.

### Familie
Zastrow war seit 1781 mit Louise Freiin von Langenthal vermählt. Nach Scheidung dieser Ehe im Jahre 1784 heiratete er 1787 Friederike Dorothea Lüdemann (1767–1840). Deren gemeinsames Testament, geschlossen zu Köslin am 21. Mai 1790, ist bekannt. Aus beiden Ehen sind insgesamt vierzehn Kinder hervorgegangen, darunter:
- Karl Ludwig (1784–1835), preußischer Generalmajor

⚭ 1815 (1829 Scheidung) Maria von Pourtalès (1797–1868)
⚭ 1833 Editha Sophie von Miltitz (1810–1864), Tochter des Generals Dietrich von Miltitz
- August (1794–1865), preußischer Oberstleutnant a. D. ⚭ 1827 Rosalie von Meuron (1808–1862)
- Otto (1798–1872), preußischer Leutnant a. D. und Kammerherr ⚭ 1825 Louise Gerandin du Dorat (1806–1879)